# Supercoppa spagnola 2009 (pallavolo femminile)
La Supercoppa spagnola 2009 si è svolta dal 10 all'11 ottobre 2009: al torneo hanno partecipato quattro squadre di club spagnole e la vittoria finale è andata per la terza volta al CAV Murcia.

## Regolamento
Le squadre hanno disputato semifinali e finale.

## Squadre partecipanti[2]
| Squadra        | Qualificazione                                      | Ultima partecipazione    |
| -------------- | --------------------------------------------------- | ------------------------ |
| Ciutadella     | Finalista Coppa della Regina 2008-09                | Debutto                  |
| Club 15-15     | Finalista SFV 2008-09                               | Supercoppa spagnola 2008 |
| CAV Murcia     | Vincitrice SFV 2008-09 e Coppa della Regina 2008-09 | Supercoppa spagnola 2008 |
| Diego Porcelos | 5ª in SFV 2008-09                                   | Supercoppa spagnola 2006 |

## Torneo

### Tabellone
|  | Semifinali     | Semifinali |  |            | Finale     | Finale |
|  |                |            |  |            |            |        |
|  | CAV Murcia     | 3          |  |            |            |        |
|  | CAV Murcia     | 3          |  |            |            |        |
|  | Diego Porcelos | 0          |  |            |            |        |
|  | Diego Porcelos | 0          |  | CAV Murcia | 3          |        |
|  |                |            |  | CAV Murcia | 3          |        |
|  |                |            |  |            | Ciutadella | 2      |
|  | Ciutadella     | 3          |  |            | Ciutadella | 2      |
|  | Ciutadella     | 3          |  |            |            |        |
|  | Club 15-15     | 0          |  |            |            |        |
|  | Club 15-15     | 0          |  |            |            |        |

### Risultati

#### Semifinali
| 10 ottobre 2009 Pabellón Príncipe de Asturias, Murcia Durata: 1h:03 - Spettatori: ? | CAV Murcia | 3 - 0 | Diego Porcelos | 25-16, 25-10, 25-14 |
| 10 ottobre 2009 Pabellón Príncipe de Asturias, Murcia Durata: 1h:01 - Spettatori: ? | Ciutadella | 3 - 0 | Club 15-15     | 25-15, 25-12, 25-18 |

#### Finale
| 11 ottobre 2009 Pabellón Príncipe de Asturias, Murcia Durata: 1h:50 - Spettatori: ? | CAV Murcia | 3 - 2 | Ciutadella | 25-21, 25-17, 17-25, 23-25, 15-10 |